# Namib Mills
Namib Mills ist das größte getreideverarbeitende Unternehmen Namibias. Das Unternehmen wurde 1982 in der Hauptstadt Windhoek gegründet und gehört zu den größten seiner Art im südlichen Afrika. Es ist Teil der südafrikanischen NMI Group.
Als namibisches Unternehmen nimmt Namib Mills eine herausragende Stellung bei der Nutzung ausschließlich namibischer Ressourcen ein und unterhält zahlreiche Programme zur Stärkung der lokalen Bevölkerung.

## Produkte und Herstellung
Neben weißem und braunem Zucker werden auch Reis, Maismehl, Mahangu und Mehl verarbeitet. Die Kapazität der Mischanlage beträgt fünf Tonnen pro Stunde. Zudem verfügt Namib Mills über eine der modernste Pasta-Fabriken des afrikanischen Kontinents, die 2011 ihren Betrieb aufnehmen soll. Hierfür wurden N$ 83 Millionen investiert. Eine Reis-Säuberungs- und -Verpackungsanlage ist 2009 in Windhoek errichtet und in eine Zucker-Verpackungsanlage dort und in Otavi investiert worden.
Neben einer Verpackungsanlage in Windhoek verfügt Namib Mills noch über zwei weitere kleinere Anlagen in Otavi und Katima Mulilo.